# Puente Eiffel (Viana do Castelo)
El puente Eiffel (en portugués: ponte Eiffel) es un puente carretero-ferroviario metálico que se encuentra sobre el río Lima, cerca de su desembocadura, y conecta la ciudad de Viana do Castelo, en la freguesia de Santa Maria Maior, con Darque, en el sitio de Cais Novo, en el municipio y distrito de Viana do Castelo (Portugal).

## Historia

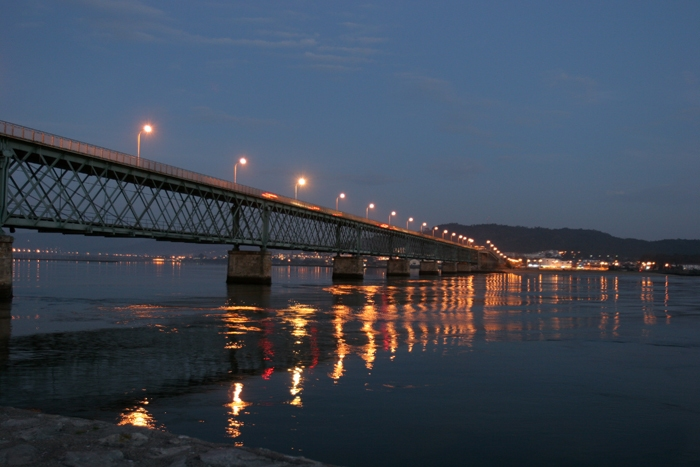
Puente ferroviario Eiffel, Viana do Castelo, en el PK 83 de la Línea del Miño.

Sustituyó a un primitivo puente de madera. Con diseño de la casa de Gustave Eiffel, el puente fue inaugurado el 30 de junio de 1878 por Fontes Pereira de Melo. Esta ruta permitió la llegada del ferrocarril a la ciudad, ya que hasta entonces las vías férreas sólo alcanzaban hasta la estación de Darque. Más tarde se concluyó la línea del Miño, hasta la villa de  Monção.
Entre el 1 de febrero de 2006 y el 30 de octubre de 2007, el puente estuvo cerrado por obras de restauración, que tuvieron un coste de 12,4 millones de euros.

## Características
Símbolo de la arquitectura de hierro en Portugal, tiene 645 metros de longitud, en dos pisos, el inferior ferroviario y el superior carretero. La reciente intervención aumentó el ancho del tablero desde los 6,88 m originales a ocho metros, seis de ellos por las vías de rodadura y los otros para dos aceras de un metro de ancho cada una.